# Louis Le Chatelier
Louis Le Chatelier (n. 20 februarie 1815, Paris, Primul Imperiu Francez – d. 10 noiembrie 1873, Paris, Franța) a fost un chimist francez care a dezvoltat o metodă pentru obținerea aluminiului din bauxită în anul 1855. Unul dintre fii săi a fost chimistul Henry Louis Le Chatelier. Numele său este înscris pe Turnul Eiffel.